# Traunsteinera
Traunsteinera Rchb., 1841 è un genere di piante angiosperme monocotiledoni appartenente alla famiglia delle Orchidacee.

## Etimologia
Il nome generico (Traunsteinera), in onore del farmacista austriaco Joseph Traunsteiner (1798 – 1850) di Kitzbühel, è stato proposto per la prima volta dal botanico e ornitologo tedesco Heinrich Gottlieb Ludwig Reichenbach (1793 – 1879) nel 1841.

## Descrizione
Queste piante possono raggiungere al massimo 50 – 60 cm di altezza. La forma biologica è geofita bulbosa (G bulb), ossia sono piante perenni erbacee che portano le gemme in posizione sotterranea. Durante la stagione avversa non presentano organi aerei e le gemme si trovano in organi sotterranei chiamati bulbi, organi di riserva che annualmente producono nuovi fusti, foglie e fiori. Sono orchidee terrestri in quanto contrariamente ad altre specie, non sono “epifite”, ossia non vivono a spese di altri vegetali di maggiori proporzioni.

### Radici
Le radici sono fascicolate e secondarie da bulbo, e si trovano nella parte superiore del bulbo.

### Fusto
- Parte ipogea: la parte sotterranea consiste in uno-due bulbi (o anche rizotuberi) a forma ovoidale e consistenza carnosa.
- Parte epigea: la parte aerea del fusto è semplice, eretta e glabra; è striato ed è di consistenza flessuosa. Le foglie arrivano sin sotto l'infiorescenza. Il colore è verde pallido.

### Foglie
Le foglie sono di tre tipi:
- Foglie basali: le foglie basali sono aderenti al fusto e sono atrofizzate a delle guaine; la forma è lanceolata e le venature hanno un disegno reticolato e sono di colore verde;
- Foglie cauline inferiori: le foglie cauline inferiori hanno una forma ellittica con margini paralleli; sono amplessicauli; l'apice è mucronato e l'aspetto è glauco.
- Foglie cauline superiori: le foglie superiori sono progressivamente più ridotte, hanno una forma da lanceolata a lineare.

### Infiorescenza
L'infiorescenza è una spiga densa e contratta a forma emisferica o globulare. Nella fase iniziale dello sviluppo la forma è a “capituli” (ossia i fiori sono disposti a gruppi) e la forma è più piramidale; nella fase finale acquista la forma definitiva globosa. I fiori sono posti alle ascelle di brattee a forma lanceolato-lineare e lunghe quasi come l'ovario. I fiori inoltre sono resupinati, ruotati sottosopra tramite torsione dell'ovario; in questo caso il labello è volto in basso.

### Fiore
I fiori sono ermafroditi ed irregolarmente zigomorfi, pentaciclici (perigonio a 2 verticilli di tepali, 2 verticilli di stami (di cui uno solo fertile – essendo l'altro atrofizzato), 1 verticillo dello stilo). Il colore dei fiori va da bianco a roseo.
- Formula fiorale: per queste piante viene indicata la seguente formula fiorale:

X, P 3+3, [A 1, G (3)], infero, capsula
- Perigonio: il perigonio è composto da 2 verticilli con 3 tepali (o segmenti) ciascuno (3 interni e 3 esterni). I tepali esterni sono patenti ed hanno una forma ovato-lanceolata; si prolungano in una appendice a forma spatolata. Dei tre tepali interni quello mediano (chiamato labello) è molto diverso dagli altri, mentre i due laterali sono identici tra loro; hanno anch'essi una appendice, ma sono lunghi la metà di quelli esterni.
- Labello: il labello (semplice – non formato da due parti distinte) è trilobo; i tre lobi sono quasi uguali (quello centrale ha una piccola appendice). Sul retro, alla base, il labello è prolungato in uno sperone a forma conica e piegato in basso.
- Ginostemio: lo stame con le rispettive antere (in realtà si tratta di una sola antera fertile biloculare – a due logge) è concresciuto con lo stilo e forma una specie di organo colonnare chiamato "ginostemio"[3]. Quest'organo è posizionato all'interno-centro del fiore e in questa specie non è molto lungo. Il polline ha una consistenza gelatinosa; e si trova nelle due logge dell'antera, queste sono fornite di una ghiandola vischiosa (chiamata retinacolo). I pollinii sono inseriti sul retinacolo tramite delle caudicole, mentre i retinacoli sono protetti da due borsicole rostellari distinte (non ricoprono completamente i retinacoli)[4]. L'ovario, sessile in posizione infera è formato da tre carpelli fusi insieme.
- Fioritura: estiva.

### Frutti
Il frutto è una capsula. Al suo interno sono contenuti numerosi minutissimi semi piatti. Questi semi sono privi di endosperma e gli embrioni contenuti in essi sono poco differenziati in quanto formati da poche cellule. Queste piante vivono in stretta simbiosi con micorrize endotrofiche, questo significa che i semi possono svilupparsi solamente dopo essere infettati dalle spore di funghi micorrizici (infestazione di ife fungine). Questo meccanismo è necessario in quanto i semi da soli hanno poche sostanze di riserva per una germinazione in proprio.

## Biologia
La riproduzione di questa pianta può avvenire in due modi: 
- per via sessuata grazie all'impollinazione degli insetti pronubi; la germinazione dei semi è condizionata dalla presenza di funghi specifici (i semi sono privi di albume – vedi sopra).
- per via vegetativa in quanto uno dei due bulbi possiede la funzione vegetativa per cui può emettere gemme avventizie capaci di generare nuovi individui (l'altro bulbo generalmente è di riserva).
- Impollinazione: in questa orchidea l'impollinazione facilmente può essere di tipo autogamo (ma anche per “cleistogamia” - impollinazione nei fiori ancora chiusi, e quindi ancora per autogamia).

## Tassonomia
Questo genere comprende solamente due specie:
- Traunsteinera globosa (L.) Rchb., 1842, distribuita in Europa dalla penisola iberica ai Carpazi[6]
- Traunsteinera sphaerica (M.Bieb.) Schltr., 1928, originaria del Caucaso e Anatolia. Differisce dalla specie europea soprattutto per il colore bianco (o bianco crema) dell'infiorescenza; la sua distribuzione è molto più orientale rispetto alla globosa: Caucaso, Georgia, Armenia e Anatolia.

Le specie del genere Traunsteinera sono molto vicine al genere Orchis e al genere Dactylorhiza). Originariamente Traunsteinera globosa era inclusa nel genere Orchis in quanto differisce per pochi particolari (la disposizione delle foglie e la doppia borsicola– le orchidee Orchis ne hanno una sola).

### Sinonimi
Il genere di questa voce ha avuto nel tempo diverse nomenclature. Qui di seguito è indicato un possibile sinonimo:
- Orchites Schur (1866)

### Generi simili
Nella fase iniziale dello sviluppo (quando l'infiorescenza non ha ancora acquistato la sua forma emisferica definitiva), queste orchidee possono essere confuse con alcune orchidee del genere affine Dactylorhiza.